# D-sub

Размеры разъёмов DA, DB, DC, DD и DE

D-subminiature или D-sub — семейство электрических разъёмов, применяемых, в частности, в компьютерной технике. Своё название получило из-за характерной формы в виде буквы «D», однозначно ориентирующей разъёмы в правильное положение при подключении. Часть названия англ. subminiature — «сверхминиатюрный» — была уместна во время появления этих разъёмов; в настоящее время они относятся к числу наиболее громоздких компьютерных сигнальных разъёмов.

## Описание и номенклатура

### Разъём

DB13W3 с тремя коаксиальными соединениями и десятью обычными контактами

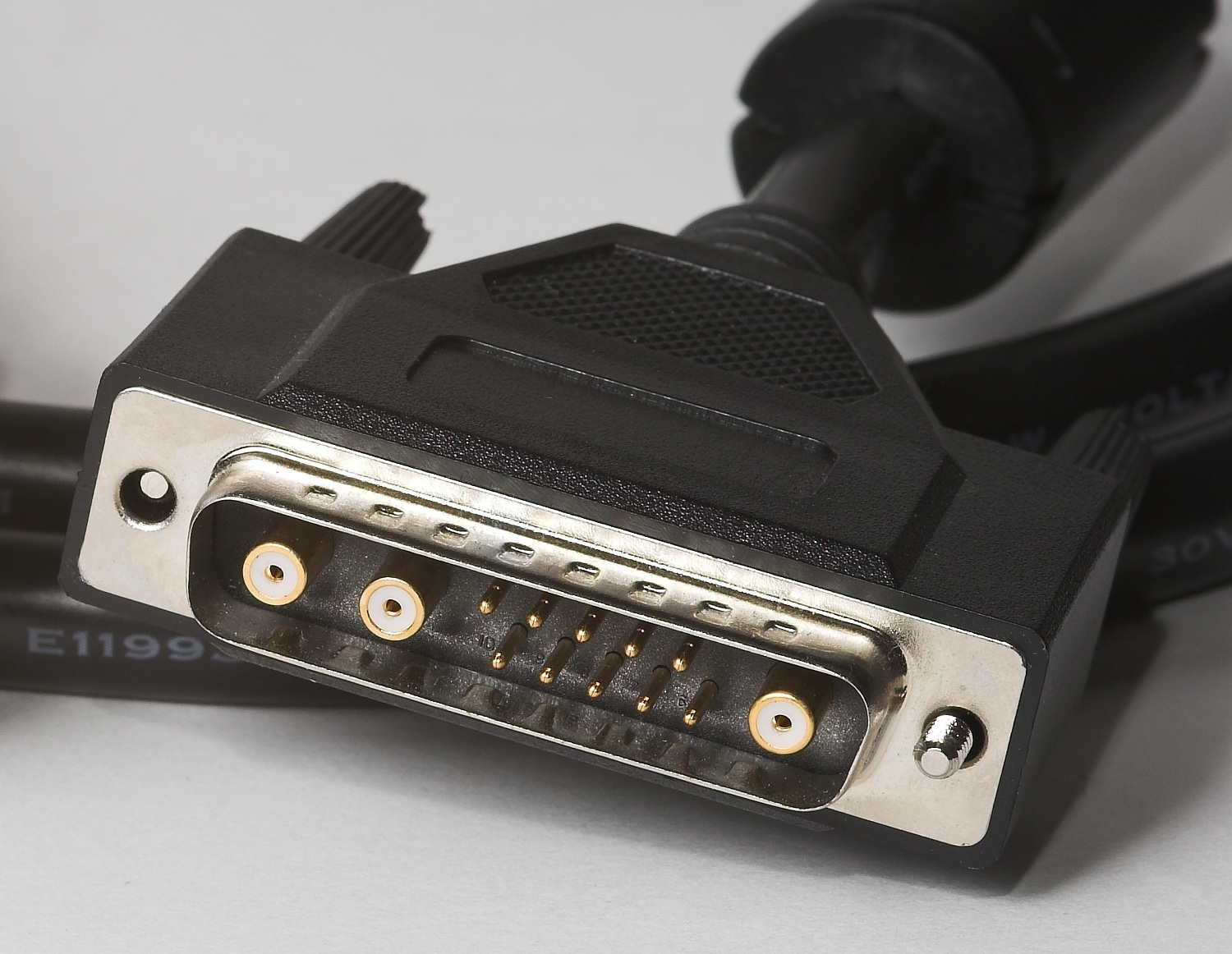
Вилка разъёма DB13W3

Разъём D-sub содержит два или более параллельных рядов штырьковых контактов или контактных гнёзд, обычно окружённых металлическим экраном в форме латинской буквы «D», который обеспечивает механическое крепление соединения, предохраняет от неправильной ориентации при подключении и экранирует от электромагнитных помех. Часть разъёма, содержащая штырьковые контакты, называется по-английски male connector, или plug (по-русски штекер или вилка, или штыревой разъём, или (русский монтажный жаргон) папа), а часть, содержащая контактные гнёзда — female connector, или socket (розетка или гнездо, или гнездовой разъём, или (русский монтажный жаргон) мама). Экран розетки плотно входит внутрь экрана вилки, образуя межэкранный электрический контакт. Если используются экранированные кабели, экраны разъёмов коммутируются с экранами кабелей, обеспечивая, таким образом, непрерывное экранирование для всего соединения, за исключением, как правило, лишь внутренних частей пластмассовых корпусов разъёмов, где производится коммутация жил кабеля с контактами. Полностью непрерывное экранирование достигается при использовании разъёмов с металлическими корпусами, электрически коммутированными с экранами разъёмов и кабелей.
Разъёмы D-sub были изобретены и введены в употребление фирмой ITT Cannon, подразделением ITT Corporation в 1952 году. В принятой этой фирмой системе обозначений буква D обозначает всю серию разъёмов D-sub, а вторая буква используется для указания размера экрана (A = 15, B = 25, C = 37, D = 50, E = 9 контактов стандартной плотности размещения), далее следует число фактически используемых контактов, и буква, обозначающая «пол» разъёма: P или M — plug/male (вилка/папа), S или F — socket/female (розетка/мама). Например, DB25M означает штыревой разъём D-sub с экраном, вмещающим 25 стандартных контактов и фактическим числом контактов, равным 25.
ITT Cannon производит также разъёмы D-sub с соединениями крупнее обычных контактов, которые могут использоваться для высоковольтных или коаксиальных подключений, они занимают позиции нескольких стандартных контактов. Так, вариант DB13W3 широко использовался для видеоразъёмов высокой производительности. Он включает в себя 10 обычных контактов и три коаксиальных, для видеосигналов красного, зелёного и синего цветов (RGB).
Разъёмы D-sub описаны в стандарте DIN 41652. Военные США используют стандарт MIL-DTL-24308.

### Широко распространённые ошибки в названиях
Вероятно, по причине того, что в оригинальном ПК как для параллельного, так и для последовательного портов использовались разъёмы DB-25, многие, не зная, что «B» в данном случае означает размер экрана, стали сам разъём D-sub называть DB, вместо того, чтобы использовать обозначения «DA», «DC» или «DE». Когда для последовательного порта стали использовать 9-контактные разъёмы, их начали называть DB9 вместо DE9. Сейчас достаточно распространено, что разъёмы DE9 продаются как DB9. Под DB9 в современном мире почти всегда подразумевают 9-контактный разъём с размером экрана Е.

### Другие варианты разъёма
Сейчас существуют разъёмы D-sub «высокой плотности» («high density» или HD), которые имеют стандартные размеры экрана, но больше контактов, чем обычные («normal density»), при этом имена используют ту же номенклатуру. Например, DE15 обычно находится на VGA-кабелях, имеет 15 контактов в трёх рядах в экране размера E. Полный список разъёмов таков: DE15, DA26, DB44, DC62 и DD78. У них у всех три ряда контактов кроме DD78, у которого четыре ряда. По неверным правилам, в которых все D-sub называются DB, эти разъёмы часто называются DB15HD, DB26HD и т. д. или HD15, HD26 и т. д.
Серия разъёмов с ещё более высокой плотностью контактов называется «double density» (двойной плотности) и состоит из DE19, DA31, DB52, DC79 и DD100. У всех этих разъёмов, как и у «high density», три ряда контактов, кроме DD100, у которого 4.

### Подробная раскладка контактов по рядам
| Normal density | Normal density | High density | High density   | Double density | Double density |
| Название       | Раскладка      | Название     | Раскладка      | Название       | Раскладка      |
| -------------- | -------------- | ------------ | -------------- | -------------- | -------------- |
| DE-9           | 5+4            | DE-15        | 5+5+5          | DE-19          | 6+7+6          |
| DA-15          | 8+7            | DA-26        | 9+9+8          | DA-31          | 10+11+10       |
| DB-19          | 10+9           |              |                |                |                |
| DB-25          | 13+12          | DB-44        | 15+15+14       | DB-52          | 17+18+17       |
| DC-37          | 19+18          | DC-62        | 21+21+20       | DC-79          | 26+27+26       |
| DD-50          | 17+16+17       | DD-78        | 20+19+20+19    | DD-100         | 26+25+24+25    |
|                |                | DF-104       | 21+21+21+21+20 |                |                |

Расстояния между контактами
| Normal density           | Normal density           | High density                                                     | High density                                                      | Double density | Double density |
| В ряду                   | Между рядами             | В ряду                                                           | Между рядами                                                      | В ряду         | Между рядами   |
| ------------------------ | ------------------------ | ---------------------------------------------------------------- | ----------------------------------------------------------------- | -------------- | -------------- |
| 2,76 мм (326/3000 дюйма) | 2,84 мм (336/3000 дюйма) | DE, DA, DB 2,29 мм (0,09 дюйма) DC, DD, DF 2,41 мм (0,095 дюйма) | DE, DA, DB, DC 1,98 мм (0,078 дюйма) DD, DF 2,08 мм (0,082 дюйма) | ?              | ?              |

Точные размеры даны в дюймах, размеры в миллиметрах переведены из дюймов с округлением до 3 знаков.

### Нумерация контактов
Контакты нумеруются по рядам, то есть сначала все контакты 1-го ряда, потом — 2-го ряда и т. д.
Ряды нумеруются от широкой части разъёма к узкой, то есть буква «D» как стрелка указывает направление их нумерации.
Нумерация контактов в ряду определяется следующим образом: если ориентировать разъёмы в направлении взгляда, то есть так, чтобы луч зрения шёл в том же направлении, в котором вилка вставляется в розетку, то есть глядеть на розетку с лицевой стороны, а на вилку — с обратной, и расположить их так, чтобы экраны были ориентированы вертикально узкой частью направо (как «D»), то контакты будут нумероваться сверху вниз и слева направо.
Например, контакты разъёма DE-9S при такой ориентации и взгляде «в лицо» (а разъёма DE-9P при взгляде «сзади») нумеруются сверху вниз 1–5 в левом вертикальном ряду и 6–9 — в правом.

#### Соответствие нумераций при «закусывании» наплоский кабель
Двухрядные разъёмы обычной плотности (DE9, DA15, DB25, DC37) имеют шаг контакта, близкий к шагу жил в плоском кабеле, что позволяет коммутировать такие разъёмы на плоский кабель «закусыванием» (прокалыванием изоляции), при котором обеспечивается чередующееся соответствие контактов и жил. Первому (большему) ряду контактов соответствуют нечётные жилы кабеля, второму (меньшему) — чётные. Жилы нумеруются от помеченного края кабеля. Экран разъёма не коммутируется.
Пример соответствия: разъём DE9 и 9-жильный плоский кабель
| DE9 | кабель |
| --- | ------ |
| 1   | 1      |
| 6   | 2      |
| 2   | 3      |
| 7   | 4      |
| 3   | 5      |
| 8   | 6      |
| 4   | 7      |
| 9   | 8      |
| 5   | 9      |

Ряды контактов разъёма для наглядности показаны сдвигом номеров.

## Типовое использование

### DE-9

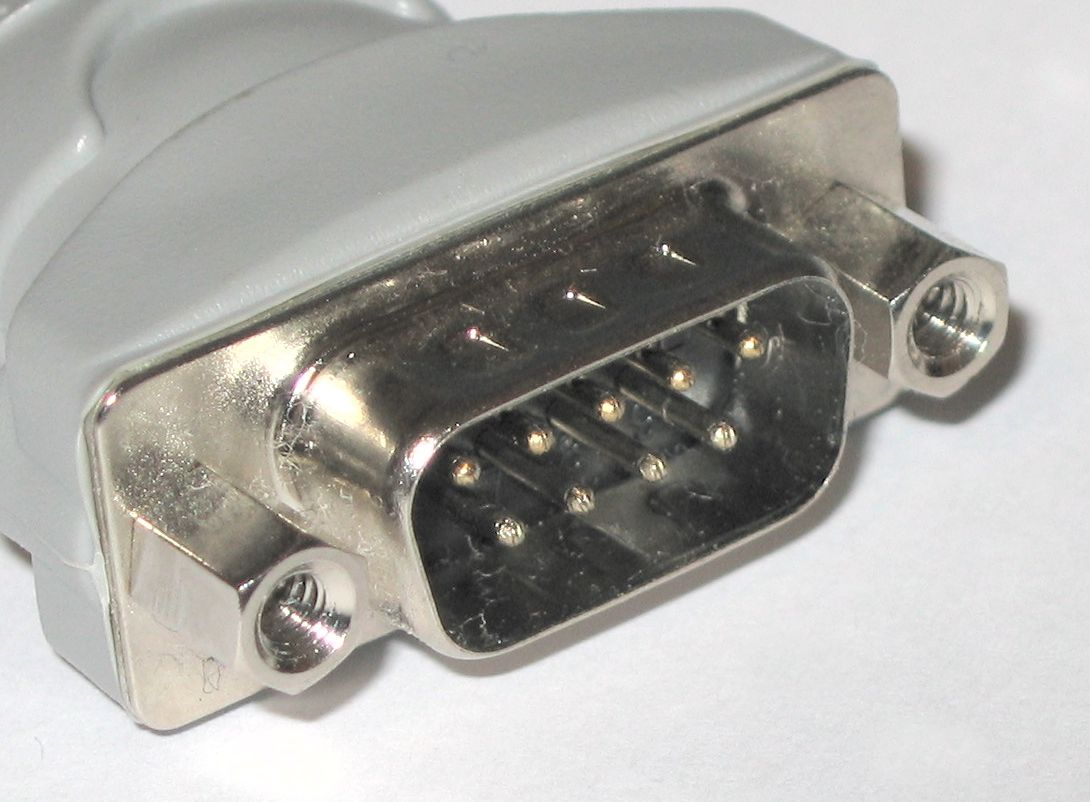
Штыревой разъём DE-9

С конца 1970-х и в течение 1980-х годов разъёмы DE9 (без винтового крепления) почти повсеместно использовались для подключения управляющих устройств (например, джойстиков) к игровым приставкам и домашним компьютерам, став стандартом де-факто после того, как такие порты были использованы в игровой приставке Atari2600 и семействе 8-битных компьютеров Atari. В числе компьютерных систем, использующих эти разъёмы, Atari, Commodore, Amstrad, SEGA. В стандартной конфигурации они поддерживают один цифровой джойстик и пару аналоговых пэддлов; на многих системах поддерживается также компьютерная мышь и цифровое перо, хотя обычно мышь для одной системы нельзя использовать в другой.
Разъёмы DE9 также использовались в сетевых адаптерах для некоторых ЛВС, таких как token ring.
Разъёмы D-sub широко применяются для передачи данных по последовательному интерфейсу RS-232. Стандарт рекомендует, но не обязывает использовать для этих целей разъёмы D-sub. Первоначально в RS-232 использовались DB25, но, поскольку многие приложения использовали лишь часть предусмотренных стандартом контактов, стало возможно применять для этих целей 9-контактные разъёмы DE9.
Источники бесперебойного питания многих фирм, например APC, имеют разъём DE9F, предназначенный для обмена сигналами с компьютером (например, чтобы сообщить об исчезновении напряжения в сети либо о возобновлении его подачи, о температуре и уровне заряда батареи). Многие из этих устройств используют для передачи данных через последовательный порт разводку, отличную от стандартной. Эта разводка у разных производителей может быть разной, так что сигнал «питание восстановлено» от одного ИБП может быть воспринято ПО от другого, как сигнал к отключению компьютера. Некоторые производители намеренно используют нестандартную разводку в целях конкурентной борьбы, и чтобы вынудить покупателя использовать фирменный соединительный кабель. Проблема решилась с заменой интерфейса на стандартный USB.
Розетка на 9 гнёзд на задней стенке персональных компьютеров обычно представляла собой выход видеокарты MDA для монохромного, CGA для цветного или EGA для монохромного, цветного или расширенного цветного мониторов. Хотя все они использовали одинаковый разъём, с видеокартой мог использоваться монитор только соответствующего типа (для EGA — типа, соответствующего положению переключателя на видеокарте), так как подключение монитора иного типа могло привести к электрическому повреждению монитора (реже — видеокарты).

### DE-15

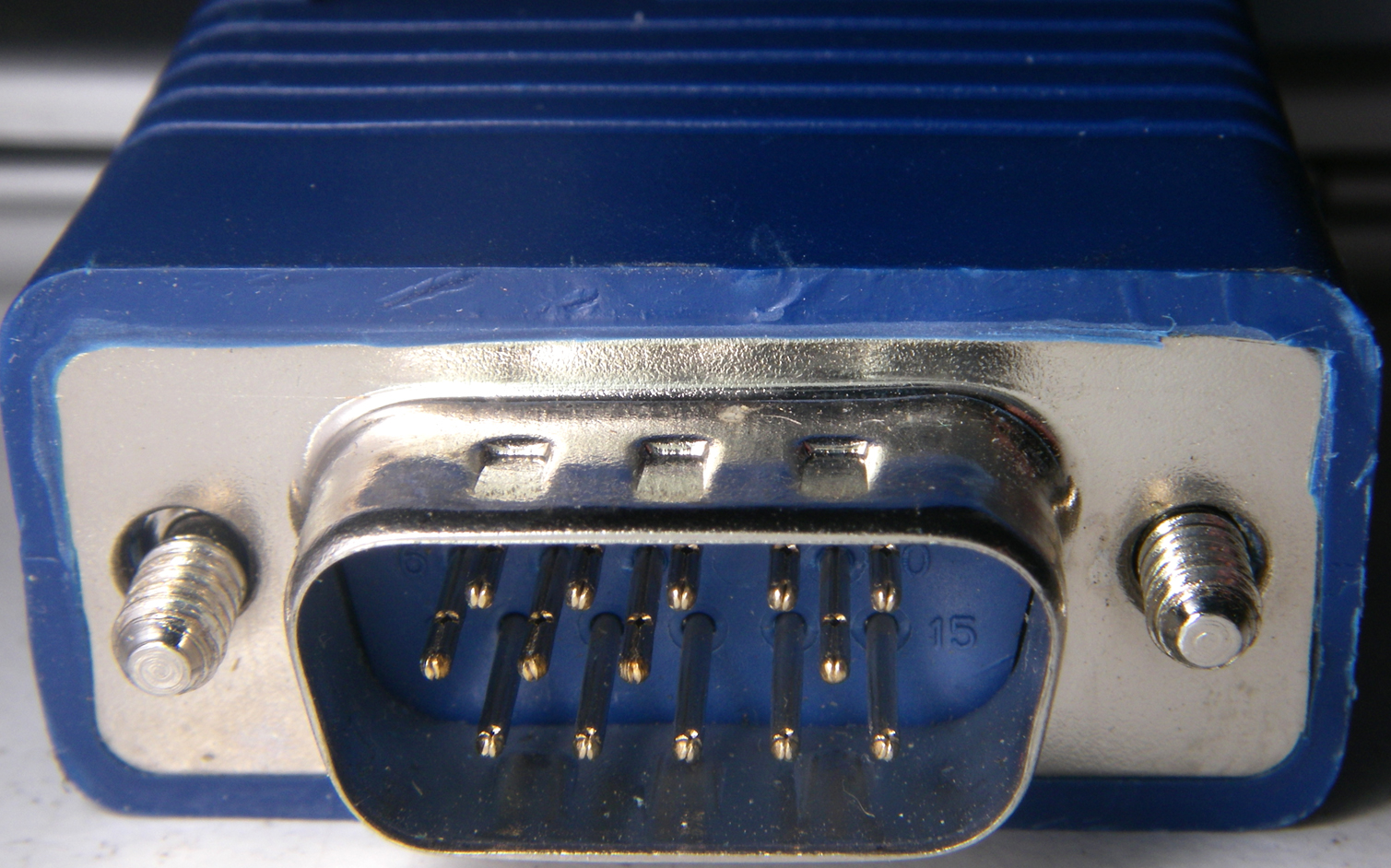
Штыревой разъём DE15 или DB15HD, он же HD15. Используется для передачи на монитор видеосигнала RGB в соответствии со стандартом VGA. В разъёме отсутствует 9-й контакт (ключ).

Видеокарты VGA и совместимые для связи с монитором используют разъём DE15. Этот разъём также известен как HD15, DB15 или DB15HD. В настоящее время в описаниях видеокарт и мониторов обозначение D-sub используется исключительно для разъёмов DE15, однако связь с монитором через разъём DE15 считается устаревшей (см. DVI, HDMI, Display Port).

### DA-15
Разъём DA15 использовался для подключения цветного монитора в ранних версиях компьютеров Макинтош, а также для подключения аналогового джойстика (по разработанному IBM стандарту) на PC (где используется разъём типа «мама» жёлтого цвета). Многие звуковые карты, в частности, линейка карт Sound Blaster от Creative Labs, используют несколько модифицированный разъём игрового порта от IBM, позволяющий подключать MIDI-устройства (обычно совместимые с MPU-401).
Разъём DA15F используется также для соединений AUI на сетевых картах, только вместо обычного винтового крепления используются боковые защёлки.

### DB-19
В линейке ранних компьютеров Macintosh и Apple II использовался очень редкий разъём DB19 для подключения внешних флоппи-дисководов.
В компьютере Atari ST он использовался для подключения внешнего жёсткого диска стандарта ACSI (Atari Computer Systems Interface), очень похожего на индустриальный стандарт SCSI.

### DB-23
В компьютерах Commodore Amiga DB-23-«папа» предназначен для передачи видеосигнала RGB, DB-23-«мама» — для подключения внешнего флоппи-дисковода.

### DB-25
Штекер DB25 (или DE9 на более поздних моделях) на задней стороне IBM PC-совместимого компьютера — обычно разъём RS-232, впервые введённый на IBM PC/AT в 1984 году, к которым подключались мышки и модемы.
Также существует 25-штырьковый разъём для параллельного порта (IEEE 1284), к которому обычно подключался принтер. В стандарте IEEE 1284 разъём DB-25 используется со стороны компьютера и именуется «IEEE 1284-A», а со стороны принтера используется перешедший из стандарта Centronics 36-контактный микроразъём ленточного типа (IEEE 1284-B).
Аналогично порту принтера выглядит стандартный разъём 8-битного SCSI, применявшийся для подключения сканеров, IomegaZIP и т. д.

### На большее количество контактов

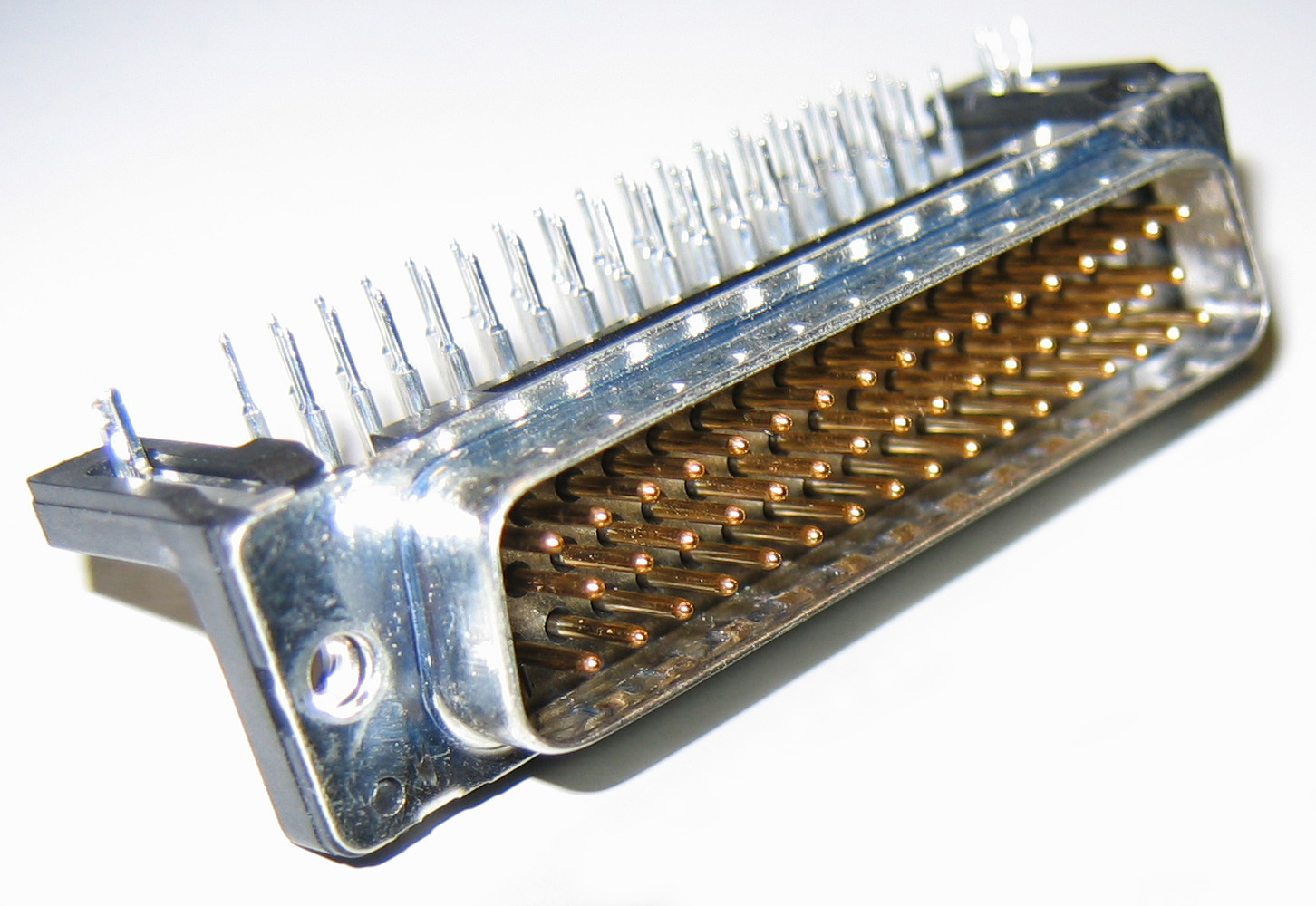
Штыревой разъём DD50 с возможностью монтажа на печатную плату

Также в компьютерной промышленности часто используют 37-контактные DC37 (два ряда, 18 и 19 контактов) и 50-контактные DD50 (два ряда по 17 и один — 16 контактов) — например, для подключения по интерфейсу SCSI.

## Варианты монтажа и коммутации
Конструктивно разъёмы D-sub существуют по меньшей мере четырёх типов, различающихся способом присоединения проводов к контактам. Эти способы включают в себя пайку проводов, прокалывание изоляции кабеля, обжим проводов и пайку к печатной плате. При пайке проводов в задней части контактов имеются полости, куда вставляются очищенные от изоляции провода и вручную паяются. При прокалывании изоляции плоский кабель вставляется в зажимы и одновременно прокалываются все провода. Это очень быстрый способ сборки, но требует использования плоского кабеля, который не всегда удобен. При обжиме проводов очищенные от изоляции провода вставляются в полости в задней части контактов, эти полости сдавливаются специальным обжимным инструментом, после чего контакт вставляется в разъём. Такой способ крепления удобен в ситуациях, когда какой-либо контакт повреждён или необходимо произвести модификации в схеме. При пайке к печатной плате подходящие к контактам проводники обычно изгибают под прямым углом, так, чтобы кабель можно было бы подключать параллельно плате. Конструкции, содержащие припаянные таким образом D-разъёмы, обычно имеются на материнских платах стандарта ATX, помимо этого, часто встречаются в компьютерных платах расширения, предназначенных для «промышленных» применений (аналоговый и дискретный ввод/вывод, управление приводами сервомоторов и т. п.), где «угловые» разъёмы линейки DE9-DA15-DB25-DC37 являются наиболее распространёнными.

## Похожие разъёмы
Есть ещё одно семейство разъёмов, которые легко перепутать с D-sub, но оно не является его частью. Эти разъёмы имеют названия типа HD50 и HD68 и у них разъём в форме буквы D, но разъём примерно вдвое тоньше DB25. Они обычны в SCSI-подключениях.
Разъёмы вдвое меньшего, чем D-sub, размера именуются Microminiature D, или micro-D; это название является торговой маркой ITT Cannon. Этот разъём используется в промышленности. Некоторые производители выпускают также nano-D разъёмы, которые ещё в два раза меньше.
В миниатюрных разъёмах с D-образным экраном вместо контактов типа «штырь/гнездо» часто используются «скользящие» контакты, подобные контактам стандартов USB или RJ, тем самым ограничивая сходство с разъёмами D-sub лишь формой экрана и общим «плоским» дизайном.